# Мбоя Едвардс
Мбоя Едвардс (англ. Mboya Edwards; нар. 1976) — професійний канадський бодібілдер. Учасник таких відомих конкурсів як Містер Олімпія і Торонто Про Супешоу.

## Біографія

### Ранні роки
Мбоя Едвардс народився в 1976 році в місті Скарборо, Онтаріо, Канада, де проживає і нині. Він був найстаршим з трьох дітей в сім'ї. У нього є брат на ім'я Нгрілія і сестра Ніафлія. Його батьки іммігрували в Канаду в 1963 році з Африки. Всі троє дітей в родині захоплювалися атлетичними видами спорту, бо брали приклад з батьків. Брат Мбоя — спринтер. Сам спортсмен в дитинстві перепробував безліч видів спорту, поки не зупинився на бодибілдинг. У 16 річному віці він вже почав пробувати себе на місцевих змаганнях з атлетизму.
У 2000 році спортсмен став першим на «Чемпіонаті Канади» (Canadian Championships — CBBF) в напівсередній вазі. Ця було великим досягненням для юнака. У 2001 році атлет фінішував другим на «Чемпіонаті Північної Америки» (North American Championships — IFBB) в середній вазі. У 2003 році він знову став першим на «Чемпіонаті Канади», але вже в середній вазі. До 2008 року Мбоя виступав виключно на цьому турнірі, де в загальному заліку став п'ятикратним чемпіоном. За такі заслуги в споті йому дали професійну карту IFBB.

### Кар'єра професіонала
З 2009 року почався професійний дебют з турніру «Європа Супер Шоу» (Europa Supershow — IFBB), де він став 12-м в заліку легка вага. В 2010 він покращив свій результат піднявшись до 4-го.
Успішним став 2011 рік. У себе вдома на турнірі «Торонто Про» (Toronto Pro — IFBB) Едвардс фінішував другим в заліку середня вага, що дозволило кваліфікуватися на головне шоу бодібілдингу «Містер Олімпія». В цьому ж році атлет вийшов на подіум Олімпії, де зміг стати всього 15-им. Перше місце тоді дісталося Кевіну Інглішу.
У 2012 на тому ж «Торонто Про» Мбоя став третім, а в 2013 опустився до четвертого. Наразі Мбоя вважається найкращим бодібілдером Канади.

## Виступи
- North American Championships — 2001 рік, 1 місце в середній вазі
- Canadian Championships — 2002 рік середня вага — 1 місце, 2003 рік середня вага — 2 місце
- Торонто Про — 2 місце (2011)
- Містер Олімпія — 15 місце (2011)